# 城南村 (群馬県)
城南村（じょうなんむら）は群馬県の中部、勢多郡に属していた村。

## 地理
赤城山の南麓に位置する。村名はこれに由来し、城郭の南を意味するものではない。（なお、前橋城からは東に位置する）
- 河川：広瀬川、桃ノ木川、荒砥川、韮川、神沢川、桂川
- 湖沼：荒子沼、乾谷沼、五料沼、今井沼、飯土井沼

## 歴史
- 1889年（明治22年）
  - 4月1日 - 町村制施行により南勢多郡木瀬村、荒砥村が成立する。
  - 11月20日 - 両毛鉄道駒形駅が開業。（桐生〜前橋間開通）
- 1896年（明治29年）4月1日 - 郡統合（南勢多郡と東群馬郡の統合）により勢多郡に所属となる。
- 1955年（昭和30年）4月1日 - 木瀬村の一部（大字天川大島、上大島、女屋、上長磯、東上野、野中）を前橋市へ編入する。
- 1957年（昭和32年）
  - 1月20日 - 勢多郡木瀬村、荒砥村が合併し城南村が成立する。
  - 10月10日 - 村の一部（大字下長磯、小島田）が前橋市へ編入される。
- 1960年（昭和35年）4月1日 - 村の一部（大字駒形、東駒形）が前橋市へ編入される。
- 1967年（昭和42年）5月1日 - 前橋市へ編入される。

## 地域

### 村内の大字
荒砥地区
- 下大屋
- 泉沢
- 富田
- 荒口
- 荒子
- 西大室
- 東大室
- 飯土井
- 新井
- 二之宮
- 今井

木瀬地区
- 笂井
- 小屋原
- 上増田
- 下増田
- 駒形
- 東駒形
- 小島田
- 下長磯

### 教育

#### 小学校
- 城南村立笂井小学校
- 城南村立二宮小学校
- 城南村立大室小学校
- 城南村立荒子小学校

#### 中学校
- 城南村立東中学校
- 城南村立西中学校

## 交通

### 鉄道
- 両毛線：下増田駅 - 駒形駅

下増田駅は前橋市編入後の1968年に休止し、1987年に廃止された。

### 道路
- 国道50号